# Línea de Alta Velocidad Ashmont–Mattapan
La línea de Alta Velocidad Ashmont–Mattapan (en inglés: Ashmont–Mattapan High Speed Line), conocido también como M-Line, en Boston y Milton, Massachusetts es considerada parte de la línea Roja del Metro de Boston, aunque usa diferente equipo (tranvías) y los pasajeros tienen que cambiar de estación en Ashmont. La única línea del Metro de Boston en operar sobre un cementerio. La línea fue inaugurada el 26 de agosto de 1929. El término de "alta velocidad" es vestigial, ya que la línea no es en realidad una línea de alta velocidad, ni derecho de vía o material rodante.

## Estaciones
- Ashmont (transferencia al Ramal Dorchester de la línea Roja)
- Cedar Grove
- Butler
- Milton
- Avenida Central
- Valley Road
- Calle Capen
- Mattapan

## Galería

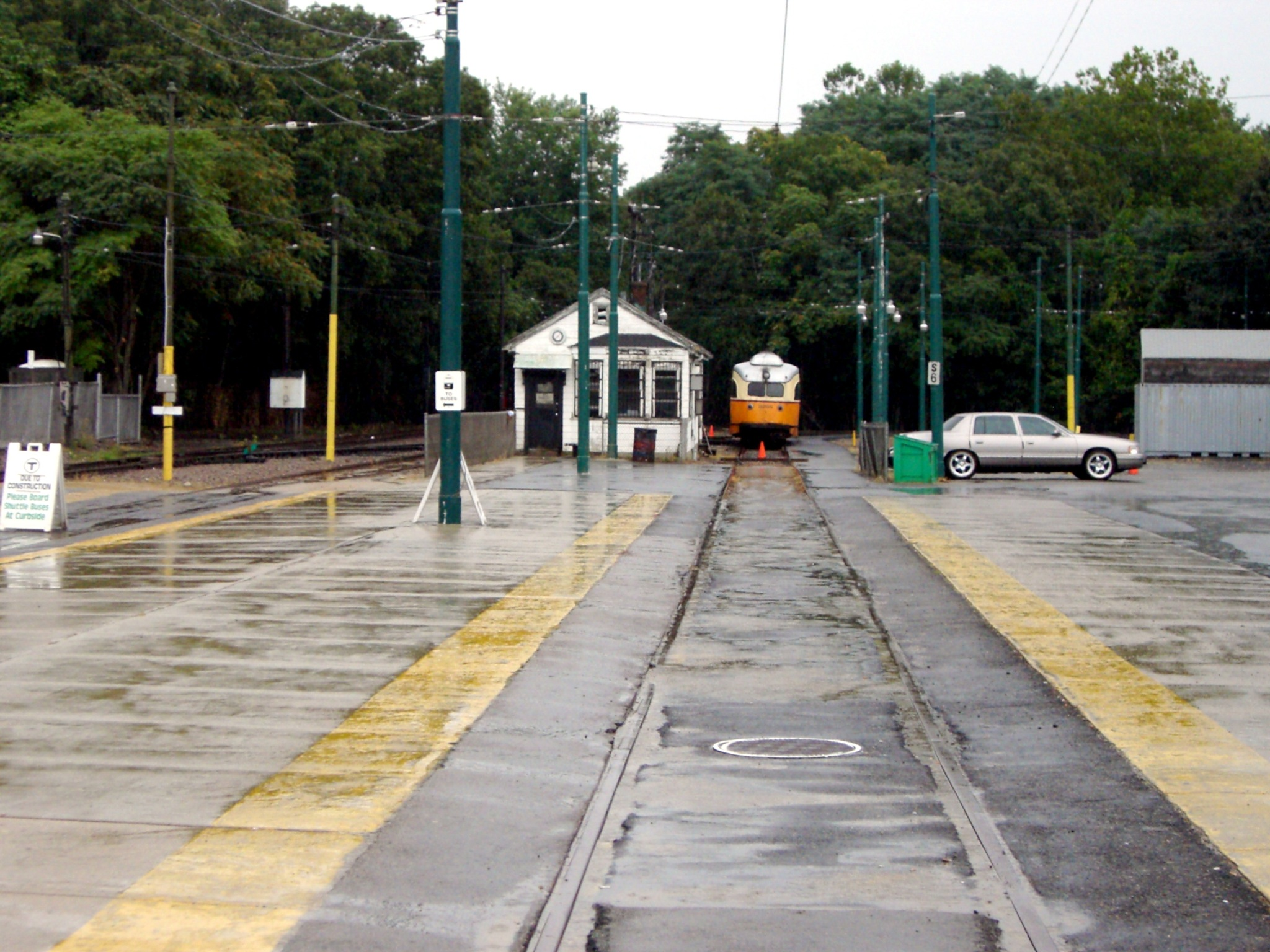
Plataformas Mattapan, pre-renovación
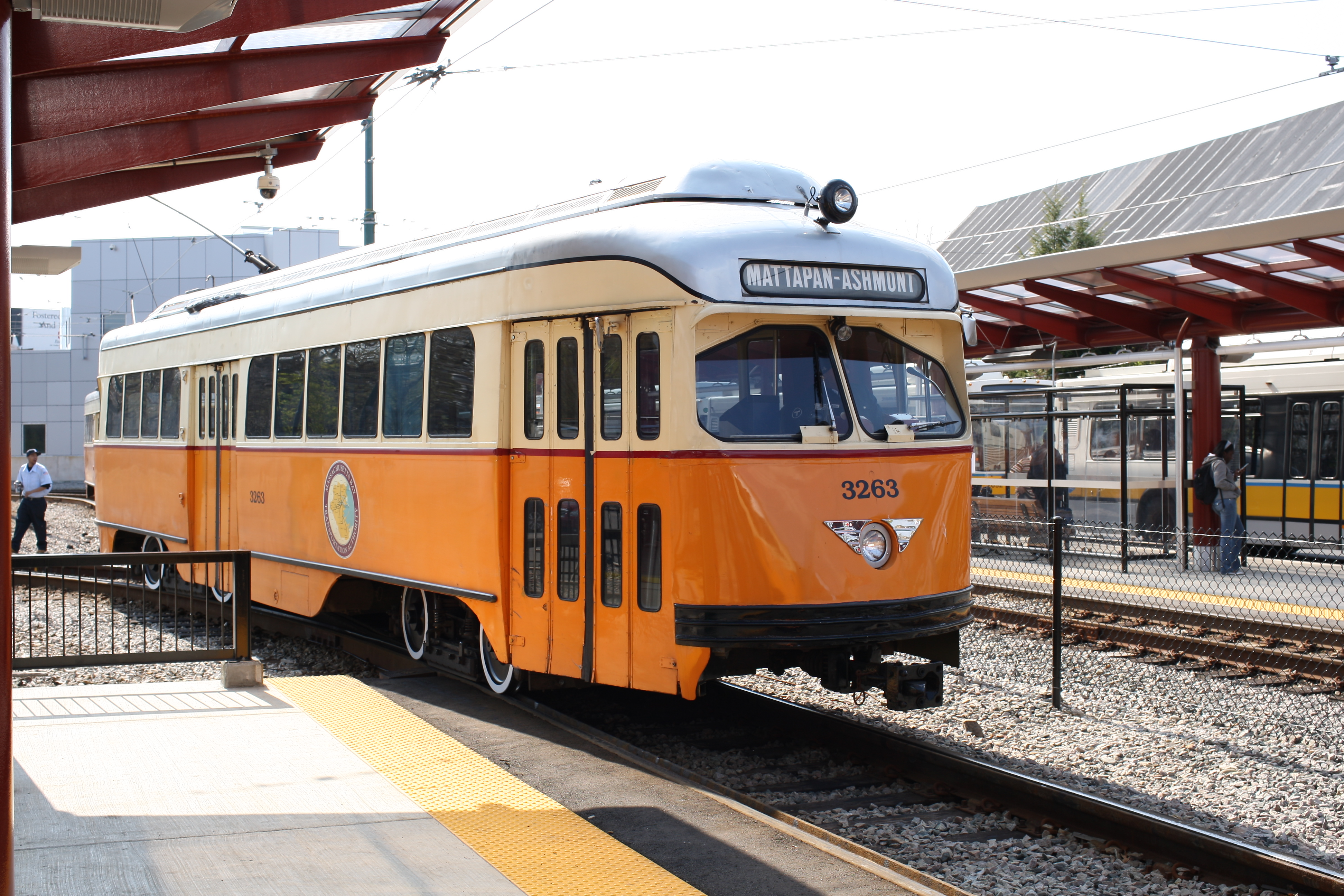
Mattapan después de la renovación
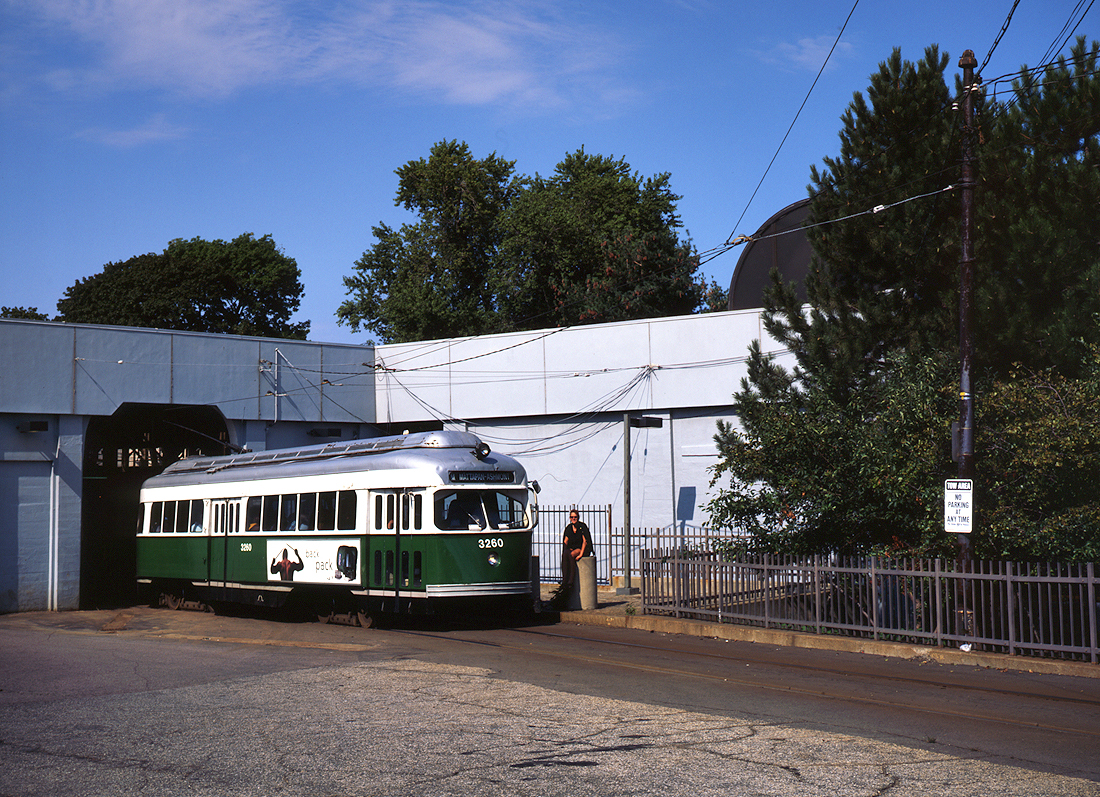
Tranvías modelo PCC en en Ashmont en 1999
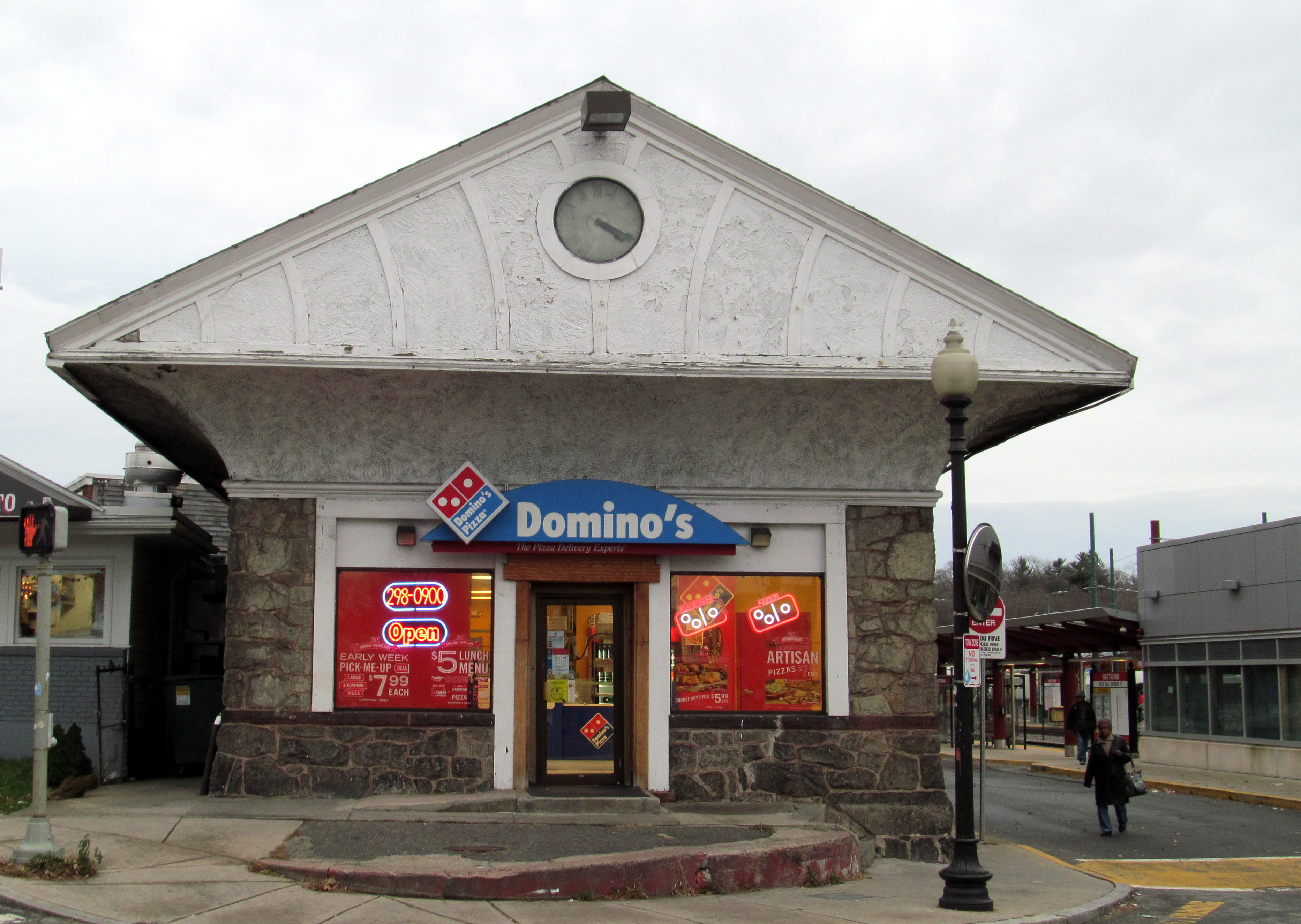
Antiguos depósitos Mattapan; ahora Dominos